# Museo Banff Park
El museo Banff Park es un museo de historia natural localizado en el centro de Banff, Alberta, un espacio de exposición asociado al parque nacional Banff. El museo fue creado en 1895 para albergar una exposición de muestras de animales, plantas y minerales asociados con el parque. El edificio del museo, construido en 1903 para el diseño de las acciones territoriales del gobierno del ingeniero John, es un ejemplo claro del estilo rústico de la arquitectura que se estaba convirtiendo muy popular en los parques de América del Norte.
En 1896 Norman Bethune Sanson fue contratado como conservador del museo. Cargo que ocupó hasta 1932, Sanson era responsable de la expansión de la colección de ocho mamíferos, aves, 259 tortugas y una variedad de minerales y especímenes botánicos para la presente colección de 5000 ejemplares. El edificio, que se describe como una "pagoda de tren", utiliza un marco exterior expuesto y registrado con detalles rústicos. Es el edificio más antiguo mantenido por Parks Canada. El museo fue declarado Sitio Histórico Nacional de Canadá en 1985 y fue clasificada como estructura histórica.
De 1905 a 1937, un pequeño zoológico es operado sobre la base de la parte trasera del museo, con una pequeña colección de animales, muchos de los cuales eran exóticos o no nativos. En su punto máximo en 1914 había 36 aves en un aviario y 50 mamíferos. El zoológico se redujo en la década de 1930, fue cerrado en 1937, y fue demolido en 1939. Cuarenta y seis animales fueron donados al zoológico de Calgary, luego del cierre del zoológico de Banff, incluyendo lobos, linces negro y canela y los osos polares.